# Cyklosporyna
Cyklosporyna, Cyklosporyna A (łac. Ciclosporinum, ATC L04, ATC S01) – występujący w naturze organiczny związek chemiczny, wykorzystywany jako lek o działaniu immunosupresyjnym. Cyklosporyna jest cyklicznym peptydem złożonym z 11 aminokwasów (undekapeptyd).
Wprowadzenie cyklosporyny do zapobiegania odrzucaniu przeszczepów dokonało przełomu w transplantologii. Cyklosporyna umożliwiła zwiększenie liczby wczesnych przeszczepów i wydłużenie czasu „przeżycia” przeszczepu nerki; miała też wpływ na rozpoczęcie przeszczepiania serca i nerek.

## Historia
W roku 1971 cyklosporyna została po raz pierwszy wyizolowana z grzybów należących do gatunku Tolypocladium inflatum znalezionych w próbce ziemi pochodzącej z Norwegii; w 1983 roku została dopuszczona do rutynowego stosowania medycznego.

## Mechanizm działania
Cyklosporyna, działa immunosupresyjne poprzez wpływ na komórkowe mechanizmy odpornościowe, ale głównie przez wpływ na proces aktywacji limfocytów TH, przez co pośrednio hamuje produkcję przeciwciał i aktywację makrofagów. W niewielkim stopniu wpływa hamująco na limfocyty B. Hamuje wytwarzanie cytokiny interleukiny 2 (IL-2), od której zależy klonalna proliferacja i różnicowanie limfocytów T.
Cyklosporyna nie działa immunosupresyjnie bezpośrednio, ale poprzez wewnątrzkomórkowe szlaki sygnałowe, wiążąc się z cyklofiliną – białkiem obecnym w cytoplazmie limfocytów T. Kompleks cyklosporyna-cyklofilina wiąże kalcyneurynę, uniemożliwiając jej defosforylację NFAT (czynnik jądrowy aktywacji limfocytów T), który jest czynnikiem transkrypcyjnym pobudzającym transkrypcję wielu genów, z których najważniejszy jest gen interleukiny 2. Działanie cyklosporyny ma miejsce we wczesnych fazach cyklu komórkowego (G0 i G1).

## Wskazania
Cyklosporyna w monoterapii lub w połączeniu z innymi lekami (azatiopryną, mykofenolanem mofetilu, sirolimusem, kortykosteroidami) stosowana jest przede wszystkim do leczenia pacjentów po przeszczepach narządów takich jak: nerka, wątroba, serce, serce wraz z płucami, płuco czy trzustka. To leczenie ma przeciwdziałać reakcji odrzucania przeszczepu i zespołowi przeszczep przeciw biorcy.
Znalazła także zastosowanie w leczeniu niektórych poważnych schorzeniach autoimmunologicznych i zapalnych:
- ostrego atopowego zapalenia skóry[8]
- łuszczycy[9]
- w aktywnej, ciężkiej postaci reumatoidalnego zapalenia stawów, gdy leczenie metotreksatem nie jest wystarczająco skuteczne (zamiana metotreksatu na cyklosporynę, lub dołączenie cyklosporyny do metotreksatu); również gdy używane leki z grupy NPLZ i DMARD są nieskuteczne lub występuje ich nietolerancja[10].
- w ciężkiej astmie oskrzelowej
- po transplantacji płuc (w formie inhalacji)
- zapalnych, przewlekłych chorobach jelit
- w zespole suchego oka i okulistycznych objawach zespołu przeszczep przeciw biorcy (w formie kropli do oczu)
- czynne, zagrażające utratą wzroku zapalenie błony naczyniowej oka (niezwiązane z zakażeniem), kiedy dotychczasowe leczenie jest nieskuteczne lub powoduje ciężkie działania niepożądane[11]

- Zapalenie błony naczyniowej oka w chorobie Behçeta z nawracającymi reakcjami zapalnymi, obejmującymi siatkówkę, u chorych bez objawów neurologicznych

Prowadzone są próby stosowania cyklosporyny po udarach mózgu i uszkodzeniach rdzenia kręgowego (w celu zminimalizowania uszkodzeń wtórnych powodowanych przez układ odpornościowy chorego). Jest także używana w zespole suchego oka w postaci kropli do oczu.

## Przeciwwskazania
Do przeciwwskazań zastosowania cyklosporyny należą:
- nadwrażliwość na cyklosporynę lub inne składniki preparatu
- u pacjentów z łuszczycą lub reumatoidalnym zapaleniem stawów:
  - niekontrolowane nadciśnienie tętnicze
  - zaburzenia wydolności nerek
  - nowotwory złośliwe
- w schorzeniach nerek, z wyjątkiem zespołu nerczycowego
- niekontrolowane nadciśnienie tętnicze
- zakażenia oporne na leczenie

## Działania niepożądane
U pacjentów leczonych po przeszczepie narządu działania niepożądane są zazwyczaj bardziej nasilone i częstsze.
Wiele działań niepożądanych jest zależnych od dawki leku i można ich uniknąć przez zmniejszenie dawki.
Najczęstsze z działań niepożądanych cyclosporyny to:
- uszkodzenie (zaburzenia) czynności nerek. U pacjentów po transplantacji nerki, należy je poddać różnicowaniu z reakcją odrzucenia przeszczepu.
- wzrost nadciśnienie tętniczego
- drżenie
- bóle głowy
- hiperlipidemia

Rzadziej występujące działania niepożądane:
- zwiększona podatność na wystąpienie zakażeń wirusowych, bakteryjnych i grzybiczych oraz zarażeń pasożytniczych
- zwiększona podatność na wystąpienie chłoniaków, zaburzeń limfoproliferacyjnych i innych nowotworów (w tym nowotworów skóry)
- jadłowstręt
- nudności i wymioty,
- bóle brzucha,
- biegunka,
- hiperplazja dziąseł,
- zaburzenia czynności wątroby (głównie u biorców przeszczepów, w pierwszym miesiącu, jeśli są stosowane duże dawki)
- zapalenie trzustki,
- hiperurykemia,
- hiperkaliemia,
- hipomagnezemia,
- hipoglikemia,
- kurcze mięśni,
- mialgia,
- osłabienie mięśni,
- miopatia,
- trombocytopenia mikroangiopatyczna,
- niedokrwistość hemolityczna,
- zespół hemolityczno-mocznicowy,
- nadmierne owłosienie,
- wysypki alergiczne,
- zmęczenie,
- obrzęki i przyrost masy ciała (zatrzymanie wody w organizmie),
- zaburzenia cyklu miesięcznego,
- ginekomastia,
- parestezje,
- objawy encefalopatii,
- polineuropatia obwodowa,
- obrzęk tarczy nerwu wzrokowego.

Kwas elagowy, likopen i inne substancje pochodzenia naturalnego (np. zawarte w czosnku) zmniejszają szkodliwe działanie cyklosporyny A na jądra i ograniczają pogorszenie jakości nasienia, co tłumaczy się ich działaniem przeciwutleniającym.
Zalecenia dot. działań niepożądanych:
- monitorowanie badań diagnostycznych:
  - mocznik i kreatynina
  - kwas moczowy
  - potas
  - magnez
  - lipidogram
  - równowaga kwasowo-zasadowa
- ocena poziomów terapeutycznych cyklosporyny we krwi
  - nie występuje równoważność wyników
    - zależne od metody
    - zależne od materiału biologicznego (osocze, surowica, krew pełna)
- ścisłe monitorowanie przy zmianie preparatu na inny
- próbki należy pobierać bezpośrednio przed podaniem leku (ang. 'trough')
- ścisłe monitorowanie po transplantacji wątroby (przede wszystkim przez pierwsze tygodnie)

## Interakcje lekowe i inne
W tej sekcji zostały przedstawione te interakcje cyklosporyny, które zostały opisane, potwierdzone i są istotne klinicznie.
Cyclosporyna jest ekstensywnie metabolizowana przez enzym CYP3A4.
Stwierdzono, że wiele leków może wpływać na działanie cyklosporyny przez zwiększenie lub zmniejszenie jej stężenia we krwi.
Ten wpływ zazwyczaj jest wywierany poprzez hamowanie lub indukcję enzymów metabolizujących cyklosporynę, szczególnie enzymu CYP3A4.
Sama cyklosporyna jest inhibitorem enzymu CYP3A4 i białka transportującego glikoproteiny P, przez co może zwiększać stężenie w osoczu innych, równocześnie stosowanych leków.

### Nasilenie działania
- sok grejpfrutowy (grejpfrut) – osoby leczone cyklosporyną nie powinny ich spożywać[4]
- allopurinol – monitorowanie stężenia cyklosporyny we krwi, odpowiednie dostosowywanie jej dawek[10][4]
- amiodaron – monitorowanie stężenia cyklosporyny we krwi, odpowiednie dostosowywanie jej dawek[10][4]
- leki przeciwgrzybicze, azole (flukonazol, itrakonazol, ketokonazol, worykonazol) ścisłe monitorowanie stężenia cyklosporyny we krwi, odpowiednie dostosowywanie jej dawek
- bromokryptyna – monitorowanie stężenia cyklosporyny we krwi, odpowiednie dostosowywanie jej dawek
- blokery kanały wapniowego (diltiazem, nikardipina, werapamil) – monitorowanie stężenia cyklosporyny we krwi, odpowiednie dostosowywanie jej dawek
- kolchicyna – monitorowanie stężenia cyklosporyny we krwi, odpowiednie dostosowywanie jej dawek
- doustne leki antykoncepcyjne – monitorowanie stężenia cyklosporyny we krwi, odpowiednie dostosowywanie jej dawek
- danazol – monitorowanie stężenia cyklosporyny we krwi, odpowiednie dostosowywanie jej dawek
- kortykosteroidy (metyloprednizolon, prednizolon) – monitorowanie stężenia cyklosporyny we krwi, odpowiednie dostosowywanie jej dawek
- imatynib – monitorowanie stężenia cyklosporyny we krwi, odpowiednie dostosowywanie jej dawek
- inhibitory proteazy  HIV-1 w leczeniu zakażenia HIV (indynawir, nelfinawir(inne języki), rytonawir, sakwinawir) – nie stosować łącznie lub stosowanie ze szczególną ostrożnością
- makrolidy (azytromycyna, klarytromycyna, erytromycyna) – monitorowanie stężenia cyklosporyny we krwi, odpowiednie dostosowywanie jej dawek
- metoklopramid – monitorowanie stężenia cyklosporyny we krwi, odpowiednie dostosowywanie jej dawek
- chinuprystyna-dalfoprystyna – monitorowanie stężenia cyklosporyny we krwi, odpowiednie dostosowywanie jej dawek

### Osłabienie działania
- ryfabutyna – stosować z zachowaniem szczególnej ostrożności
- ryfampicyna – monitorowanie poziomu cyclosporyny we krwi i odpowiednie dostosowywanie jej dawek
- leki przeciwdrgawkowe (karbamazepina, okskarbazepina, fenobarbital, fenytoina) – możliwe obniżenie stężenia cyclosporyny we krwi, monitorowanie poziomu we krwi i odpowiednie dostosowywanie dawek cyclosporyny
- bosentan – zmniejszenie stężenia cyclosporyny i zwiększenie stężenia bosentanu we krwi. Łączne stosowanie jest przeciwwskazane
- oktreotyd – możliwe obniżenie stężenia cyclosporyny we krwi i osoczu, odpowiednie dostosowywania dawki cyklosporyny
- nafcylina(inne języki) – monitorowanie poziomu cyclosporyny we krwi i odpowiednie dostosowywanie jej dawek
- preparaty dziurawca zwyczajnego – znaczące obniżenie stężenia cyklosporyny we krwi, prowadzące do subterpeutycznego jej działania, możliwość odrzucenia przeszczepu – nie stosować przy leczeniu cyklosporyną
- sulfinpirazon(inne języki) – monitorowanie poziomu cyclosporyny we krwi i odpowiednie dostosowywanie jej dawek
- terbinafina – monitorowanie poziomu cyclosporyny we krwi i odpowiednie dostosowywanie jej dawek
- tiklopidyna(inne języki) – monitorowanie poziomu cyclosporyny we krwi i odpowiednie dostosowywanie jej dawek

### Inne interakcje
- sartany, inhibitory ACE, diuretyki oszczędzające potas, preparaty do substytucji potasu – hiperkalemia – monitorowanie poziomu potasu we krwi i dostosowanie dawki leku[10][4]
- aminoglikozydy (gentamycyna, tobramycyna) – możliwa potencjalizacja działania nefrotoksycznego, ryzyko ostrej martwicy cewek nerkowych u biorców przeszczepu nerek – używać ze szczególną ostrożnością, a po transplantacji nerki nie używać[10][4]
- amfoterycyna B – możliwa potencjalizacja działania nefrotoksycznego – jeśli bezwzględnie konieczne, czasowo ograniczyć podawanie cyklosporyny, by jej stężenie we krwi spadło do < 150 ng/mL, dostosowując dalsze dawkowanie
- cyklosporyna wraz z nifedypiną – przerost dziąseł
- cyprofloksacyna – możliwa potencjalizacja działania nefrotoksycznego, stosowanie z dużą ostrożnością
- kolchicyna – możliwa potencjalizacja działania nefrotoksycznego, możliwe zmniejszenie klirensu kolchicyny i zwiększenie jej toksyczności (miopatia, neuropatia), częsta kontrola toksycznych efektów kolchicyny, albo odpowiednie dostosowanie dawki kolchicyny albo przerwanie jej podawania
- kortykosteroidy (metyloprednizolon, prednizolon) – możliwość wystąpienia napadów drgawkowych przy łącznym użyciu cyklosporyny i wysokich dawek kortykosteroidów
- kotrimoksazol – możliwa potencjalizacja działania nefrotoksycznego, stosować z dużą ostrożnością
- digoksyna  możliwe zmniejszenie objętości dystrybucji i klirensu digoksyny; doniesienia o objawach toksycznych digoksyny – obserwacja pod kątem pojawiających się objawów toksycznych digoksyny, z modyfikacją jej dawkowania
- fibraty – możliwa potencjalizacja działania nefrotoksycznego, stosować z dużą ostrożnością
- leki gastrologiczne (cymetydyna, ranitydyna) – możliwa potencjalizacja działania nefrotoksycznego
- statyny (atorwastatyna, fluwastatyna, lowastatyna, prawastatyna, simwastatyna – zmniejszony klirens statyny; możliwe miositis, mioliza lub rabdomioliza – zmniejszyć dawkę statyny; czasowo wstrzymać lub przerwać stosowanie statyny u pacjentów z objawami uszkodzenia mięśni szkieletowych lub zagrożonych wystąpieniem ciężkiego uszkodzenia nerek przy wystąpieniu rabdomiolizy
- leki immunosupresyjne – zwiększone ryzyko zachorowania na chłoniaka i podatności na zakażenia. Należy unikać łącznego stosowania niemodyfikowanych preparatów doustnych cyklosporyny lub postaci dożylnych z innymi lekami immunosupresyjnymi (z wyjątkiem kortykosteroidów); modyfikowane preparaty doustne (Gengraf, Neoral) mogą być podawane z innymi lekami immunosupresyjnymi chociaż efekt immunosupresyjny może powodować zwiększone ryzyko zachorowania na chłoniaka lub inne nowotwory złośliwe oraz zwiększoną podatność na infekcje; pacjenci z łuszczycą nie powinni otrzymywać cyklosporyny z innymi lekami immunosupresyjnymi ponieważ efekt immunosupresyjny może być zbyt nasilony
- melfalan – możliwa potencjalizacja działania nefrotoksycznego, stosować z dużą ostrożnością
- metotreksat – możliwe zwiększone stężenie metotreksatu w osoczu i  zmniejszone stężenie 7-hydroksymetotreksat(inne języki)u w osoczu; bez istotnego na stężenia cyklosporyny we krwi, Zaleca się podawanie modyfikowanych preparatów cyklosporyny (Gengraf, Neoral) w dawce ≤3 mg/kg na dobę u pacjentów otrzymujących ≤ 15 mg tygodniowo
- niesteroidowe leki przeciwzapalne (diklofenak, naproksen, sulindak(inne języki)) – możliwa potencjalizacja działania nefrotoksycznego; możliwy wzrost ciśnienia tętniczego oraz stężenia potasu w surowicy; zwiększona AUC diklofenaku – monitorowanie stężenia kreatyniny po wprowadzeniu lub zwiększeniu dawki NPLZ; dawki diklofenaku na minimalnej zalecanej dawce
- orlistat – zmniejszona absorpcja cyklosporyny, nie stosować przy leczeniu cyklosporyną
- sirolimus – zwiększenia stężenia kreatyniny przy leczeniu sirolimusem i cyklosporyną w pełnych dawkach, nasilenie zaburzenia funkcji nerek wywoływanej przez cyklosporynę; wzrost stężenia sirolimusu we krwi przy łącznym stosowaniu z cyklosporyną. Wzrost stężenia kreatyniny zwykle jest is odwracalne po wprowadzeniu zredukowanej dawki cyklosporyny. Należy podawać sirolimus 4 po cyklosporynie dla zminimalizowania wpływu cyklosporyny na stężenia sirolimusu we krwi. Cyklosporyna nasila hiperlipidemię i zahamowanie czynności szpiku kostnego wywoływane przez sirolimus[4][10].
- takrolimus – możliwa potencjalizacja działania nefrotoksycznego, należy unikać łącznego stosowania
- szczepienia ochronne możliwe zmniejszenie odpowiedzi immunologicznej na zastosowaną szczepionkę; nie powinno się stosować szczepionek zawierających żywe lub atenuowane drobnoustroje podczas leczenia cyklosporyną
- wankomycyna – możliwa potencjalizacja działania nefrotoksycznego, stosować z dużą ostrożnością

## Biodostępność i farmakokinetyka
Cyklosporyna może być podawana zarówno drogą dożylną jak i doustnie. Preparaty podawane doustnie występują w formie kapsułek zawierających niemodyfikowaną lub modyfikowaną cyklosporynę oraz w postaci roztworu. Preparaty poszczególnych producentów mogą nie wykazywać biologicznej ekwiwalencji. Oprócz preparatów oryginalnych (Sandimmune i Neoral) dostępne są liczne generyki. Należy zachować szczególną ostrożność w wypadku konieczności zamiany stosowanego dotychczas preparatu cyklosporyny na inny. Konieczne jest ścisłe monitorowanie stężenia leku we krwi i ewentualne modyfikowanie dawkowania, ponieważ może dojść do osłabienia działania stosowanego leku (np. niebezpieczeństwo odrzutu przeszczepu) lub działań toksycznych w wypadku zbyt dużego stężenia leku we krwi.

## Stosowanie w okresie ciąży i laktacji
Kategoria C. W ciąży cyklosporyna jest stosowana wyłącznie ze wskazań życiowych. Kobiecie nie wolno karmić piersią, jeżeli jest leczona cyklosporyną.

## Preparaty dostępne w Polsce
- Cyclaid – kaps. miękkie 25 mg, 50 mg, 100 mg
- Equoral – kaps. 25 mg, 50 mg, 100 mg oraz roztwór doustny 100 mg/ml
- Sandimmun – preparat do stos. dożylnego
- Sandimmun Neoral – kaps. 10 mg, 25 mg, 50 mg, 100 mg oraz roztwór doustny 100 mg/ml[15][11]